# Скоморош'є
Скоморо́ш'є (рос. Скоморошье) — присілок у складі Нікольського району Вологодської області, Росія. Входить до складу Аргуновського сільського поселення.
Стара назва — Скоромош'є.

## Населення
Населення — 74 особи (2010; 94 у 2002).
Національний склад (станом на 2002 рік):
- росіяни — 100 %